# عريب (الحد)

تعديل مصدري - تعديل

عريب هي إحدى قرى عزلة الحد بمديرية الحد التابعة لمحافظة لحج، بلغ تعداد سكانها 241 نسمة حسب تعداد اليمن لعام 2004.